# WiLL Vi
Der WiLL Vi (japanisch: トヨタ・ウィル ブイアイ) ist eine Stufenhecklimousine im Kleinwagensegment des japanischen Automobilherstellers Toyota. Der WiLL Vi entstand auf Basis des Toyota Vitz.

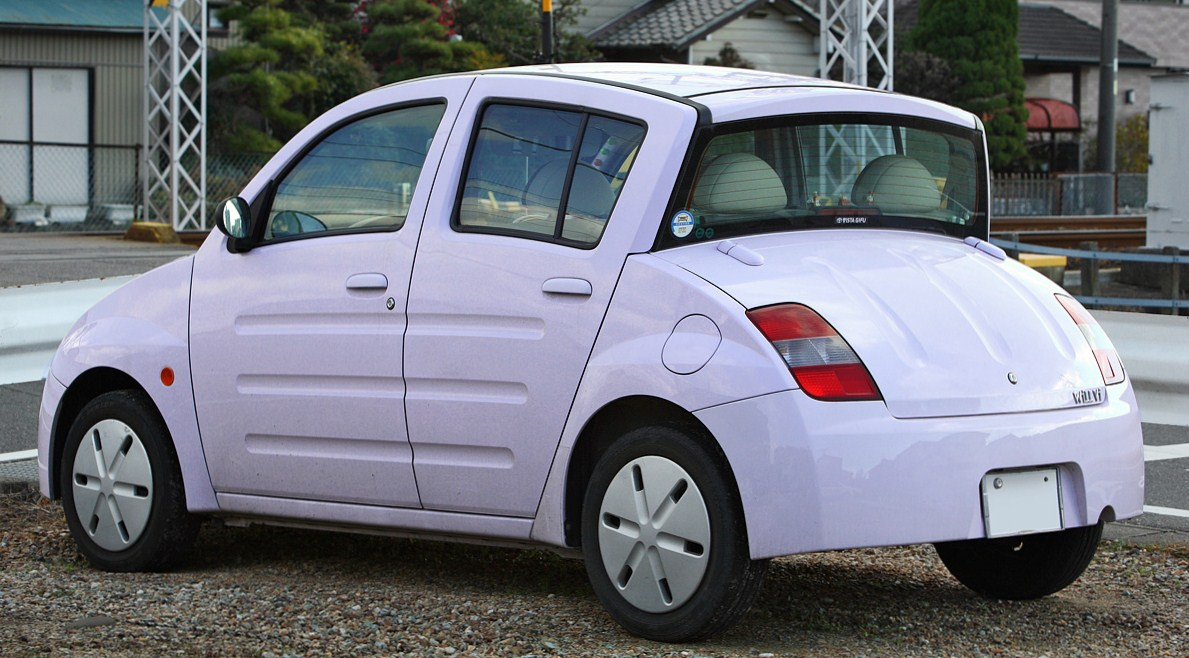
Heckansicht

Das Modell bot einen Kofferraum mit bis zu 83,1 Liter Ladevolumen sowie Platz für maximal fünf Personen. Zu Unterscheiden sind in der Modellreihe das Standardmodell STD Based Grade (2WD) und der größere Canvas Top (4WD). Beide Modellversionen wurden mit dem 2NZ-FE ausgerüstet, der einen Hubraum von 1298 cm³ sowie eine Leistung von 65 kW (88 PS) hatte. Zum Standard zählten ABS, UV-filternde Glasscheiben, manuelle Klimaanlage, Zentralverriegelung, elektrische Fensterheber vorn und hinten, höhenverstellbares Lederlenkrad, Dreipunktsicherheitsgurte, Airbags für Fahrer und Beifahrer, Seitenaufprallschutz sowie Befestigungen für Kindersitze. Optional konnte sich der Kunde dann noch für Aluminium-Felgen, Navigationssystem, Spoiler oder Nebelleuchten im Heck entscheiden. 